# Mycomya citrina
Mycomya citrina är en tvåvingeart som beskrevs av Shaw 1940. Mycomya citrina ingår i släktet Mycomya och familjen svampmyggor.
Artens utbredningsområde är Costa Rica. Inga underarter finns listade i Catalogue of Life.